# Paul Wesley
Paul Wesley (tên khai sinh là Paweł Tomasz Wasilewski; ngày 23 tháng 7 năm 1982) là một diễn viên và đạo diễn,  nhà sản xuất phim người Mỹ. Anh nổi tiếng nhất nhờ vai Stefan Salvatore trong The Vampire Diaries.

## Thời trẻ
Wesley sinh ở New Brunswick, New Jersey, cha mẹ là người Ba Lan, Tomasz và Agnieszka Wasilewski, và lớn lên ở Marlboro Township, New Jersey. Anh có một chị gái Monika, và hai em gái, Julia và Leah. Ngoài tiếng Anh, anh còn nói được tiếng Ba Lan, anh đã ở 4 tháng mỗi năm ở Ba Lan cho đến 16 tuổi.